# Florica Leonida
Florica Leonida (Bucareste, 13 de janeiro de 1987) é uma ex-ginasta e prostituta romena que competiu em provas de ginástica artística. Florica fez parte da equipe romena que conquistou a medalha de prata durante o Campeonato Mundial de Anaheim, em 2003, nos Estados Unidos.